# Jean-Noël Pontbriand
Jean-Noël Pontbriand, né en 1933 à Saint-Guillaume d’Upton au Québec, est un poète, essayiste et professeur québécois.

## Biographie
Professeur de création littéraire à l’Université Laval et directeur des programmes de deuxième et troisième cycles en littérature, Jean-Noël Pontbriand est également poète et essayiste,,,. Après 60 ans d'enseignement, il prend sa retraite tout en poursuivant son travail d'écriture.
En poésie, il fait paraître plusieurs titres dont Lieux-passages (Éditions du Noroît, 1991), De terre et de feu (Écrits des Forges, 2002), Naissances (Écrits des Forges, 2015) ainsi que Laissez passer l'ombre, le cheval suivra (Écrits des Forges, 2020),,.
Comme essayiste, il publie notamment L'écriture comme expérience : entretiens avec Michel Pleau (Éditions le Loup de gouttière), Les mots à découvert : essai sur la poésie et son enseignement (Éditions de la Huit, 2004) ainsi que Dérives dans l'enseignement de la littérature ! (Éditions Nota Bene, 2018),,.
Il a été finaliste au Prix du gouverneur général en 1991 pour son recueil  Lieux-Passages (Éditions du Noroît, 1991).

## Œuvres

### Poésie
- Cri des vents, Québec, J.-N. Pontbriand, 1965, 48 p.
- L'envers du cri, Québec, Éditions Garneau, 1972, 62 p.
- Les eaux conjuguées, suivi de, La saison éclatée, Québec, Éditions Garneau, 1974, 114 p.
- Etreintes, avec cinq gravures de Célyne Fortin, Montréal, Éditions du Noroît, 1976, 93 p. (ISBN 0885240138)
- Transgressions, illustré par Céline Racine, Montréal, Éditions du Noroît, 1979, 89 p. (ISBN 2890180360)
- Ephémérides, précédé de, Débris, Montréal, Éditions du Noroît, 1982, 116 p. (ISBN 2890180700)
- L'Il nu, Suivi de, La ville, Suivi de, L'agonie, avec trois eaux-fortes de Célyne Fortin, Montréal, Éditions du Noroît, 1989, 135 p. (ISBN 2890181766)
- Lieux-passages, Montréal, Éditions du Noroît, 1991, 75 p. (ISBN 2890182274)
- Écrire en atelier... ou ailleurs, Montréal, Éditions du Noroît, Sudbury, Prise de Parole, Saint-Boniface, Éditions du Blé, 1992, 104 p.  (ISBN 2-89018-232-0, 2-89423-035-4 et 2-921347-16-4)
- Origines, Montréal, Éditions du Noroît, 1994, 68 p. (ISBN 2-89018-301-7)
- Résonances, Montréal, Éditions du Noroît, 1998, 69 p. (ISBN 2-89018-411-0)
- De terre et de feu, Trois-Rivières, Écrits des Forges, 2002, 99 p. (ISBN 2-89046-673-6)
- Naissances, Trois-Rivières, Écrits des Forges, 2015, 104 p. (ISBN 9782896452897)
- Laissez passer l'ombre, le cheval suivra, Trois-Rivières, Écrits des Forges, 2020, 115 p. (ISBN 9782896453900)

### Récits
- Taches de naissance, Québec, Éditions de la Huit, 2005, 157 p. (ISBN 2-921707-20-9)
- Vous serez comme des dieux, Québec, Éditions de la Huit, 2008, 170 p. (ISBN 978-2-921707-22-0)

### Essais
- L'écriture comme expérience : entretiens avec Michel Pleau, Québec, Éditions le Loup de gouttière, 1999, 139 p. (ISBN 2-921310-95-3)
- Les mots à découvert : essai sur la poésie et son enseignement, Québec, Éditions de la Huit, 2004, 227 p. (ISBN 2-921707-16-0)
- Les voies de l'inspiration : essai sur la création littéraire, Québec, Éditions Huit, 2012, 187 p. (ISBN 9782921707282)
- Dérives dans l'enseignement de la littérature !, Montréal, Éditions Nota Bene, 2018, 123 p. (ISBN 9782895185987)

## Prix et honneurs
1991 - Finaliste : Prix du gouverneur général (pour Lieux-Passages)
Le prix de la poésie Jean-Noël-Pontbriand est nommé en son honneur.